# Rue Bellegarde
Pour l’article homonyme, voir Bellegarde.
La rue Bellegarde (en occitan : carrièra del baron Guilhèm de Bèlegarda) est une voie de Toulouse, chef-lieu de la région Occitanie, dans le Midi de la France.

## Situation et accès

### Description
La rue Bellegarde est une voie publique. Elle se trouve à l'est du quartier Arnaud-Bernard.
Elle naît à l'est de la place Saint-Sernin, presque dans l'axe du bras sud du transept de la basilique Saint-Sernin. Elle est d'abord orientée au sud-est mais oblique après 37 mètres, suivant un tracé plus tortueux et orienté à l'est. Elle reçoit à gauche, après 94 mètres, la rue Henri-Beraldi. Elle se poursuit sur 147 mètres jusqu'au carrefour qui se forme avec la rue d'Alsace-Lorraine et le boulevard de Strasbourg, face à la place Jeanne-d'Arc.
La chaussée compte une seule voie de circulation automobile en sens unique, de la rue d'Alsace-Lorraine vers la place Saint-Sernin. Elle appartient à une zone de rencontre où la vitesse est limitée à 20 km/h. Il n'existe pas de bande, ni de piste cyclable, quoiqu'elle soit à double-sens cyclable.

### Voies rencontrées
La rue Bellegarde rencontre les voies suivantes, dans l'ordre des numéros croissants (« g » indique que la rue se situe à gauche, « d » à droite) :
1. Place Saint-Sernin
2. Rue Henri-Beraldi (g)
3. Rue d'Alsace-Lorraine

## Odonymie

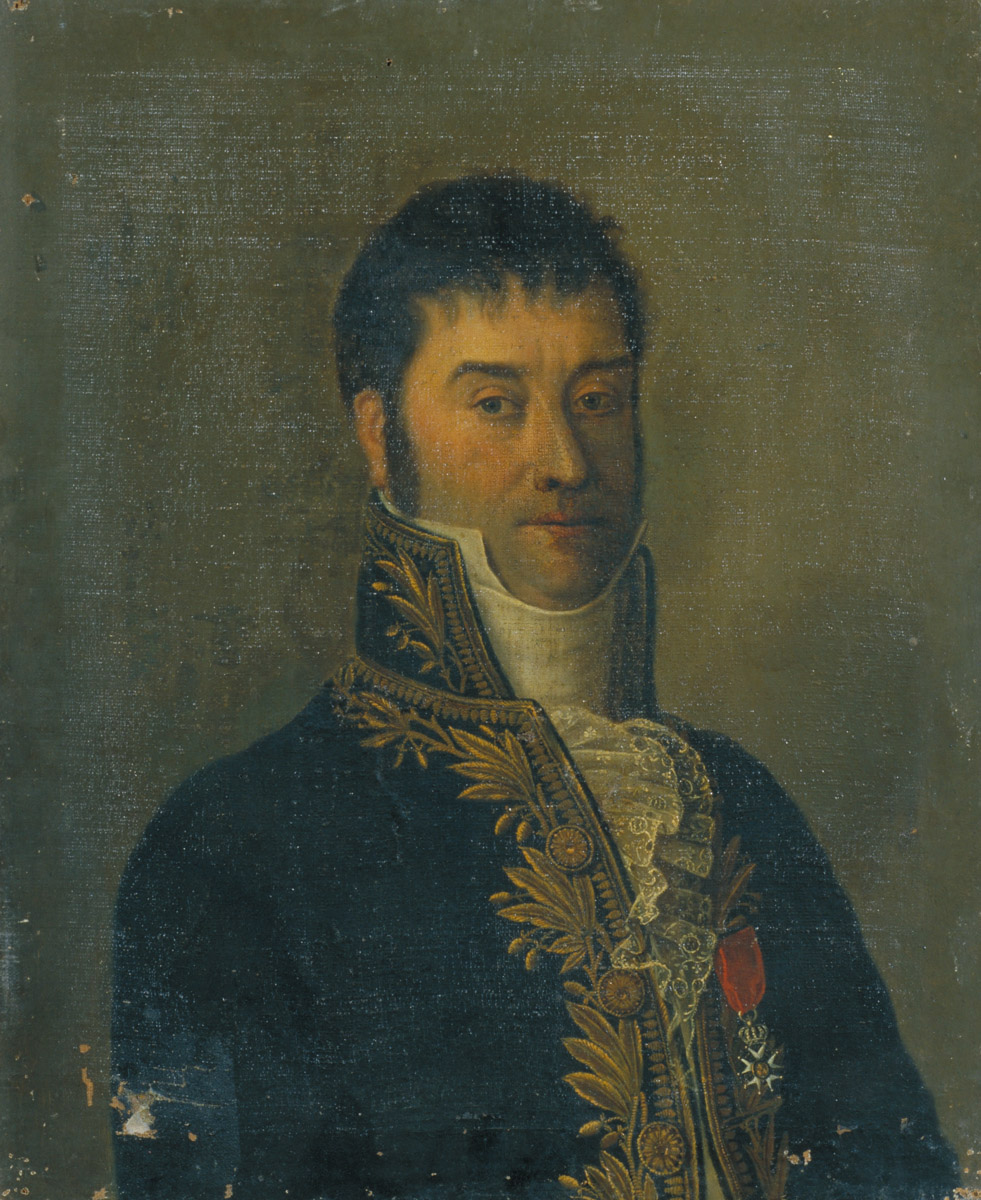
Portrait anonyme de Guillaume de Bellegarde (XIXe siècle, musée des Augustins).

La rue tient son nom de Guillaume de Bellegarde, homme politique né le 8 juin 1768 et décédé le 21 février 1837 à Toulouse. Issu de la bourgeoisie toulousaine, son père, François Bellegarde, conseiller et magistrat au présidial, et seigneur de Larra, accède à la noblesse par le capitoulat. Guillaume servit Napoléon Ier et le Premier Empire, qui l'avait créé chevalier d'Empire en 1809, puis baron d'Empire en 1813, puis Louis XVIII et la monarchie de la Restauration. Il fut maire de la ville de 1806 à 1811, député de la Haute-Garonne de 1811 à 1815, puis encore maire de 1818 à 1823. C'est en 1836 que le conseil municipal donna son nom à la rue dans laquelle se trouvait son hôtel particulier (emplacement de l'actuel no 17).
Au Moyen Âge, la rue avait porté le nom de rue de Cahors ou de Caours – Caors ou Cáurs en occitan. Il lui vient peut-être d'une famille de ce nom : on connaît un Géraud de Caors, capitoul en 1193, et un Bernard de Caors, capitoul en 1247. La rue avait également le nom de rue des Tesseyres, car la corporation des tisserands y était établie (teisseire, « tisserand » en occitan). En 1794, pendant la Révolution française, on lui donna le nom de rue Ça-Ira, mais il ne subsista pas.

## Patrimoine et lieux d'intérêt

### Bibliothèque d'étude et du patrimoine
- no  8-10 : Bibliothèque d'étude et du patrimoine.  Inscrit MH (1994, bibliothèque municipale, y compris les bâtiments annexes, la cour, le jardin et les clôtures)[5],[6].

### Centre culturel Bellegarde

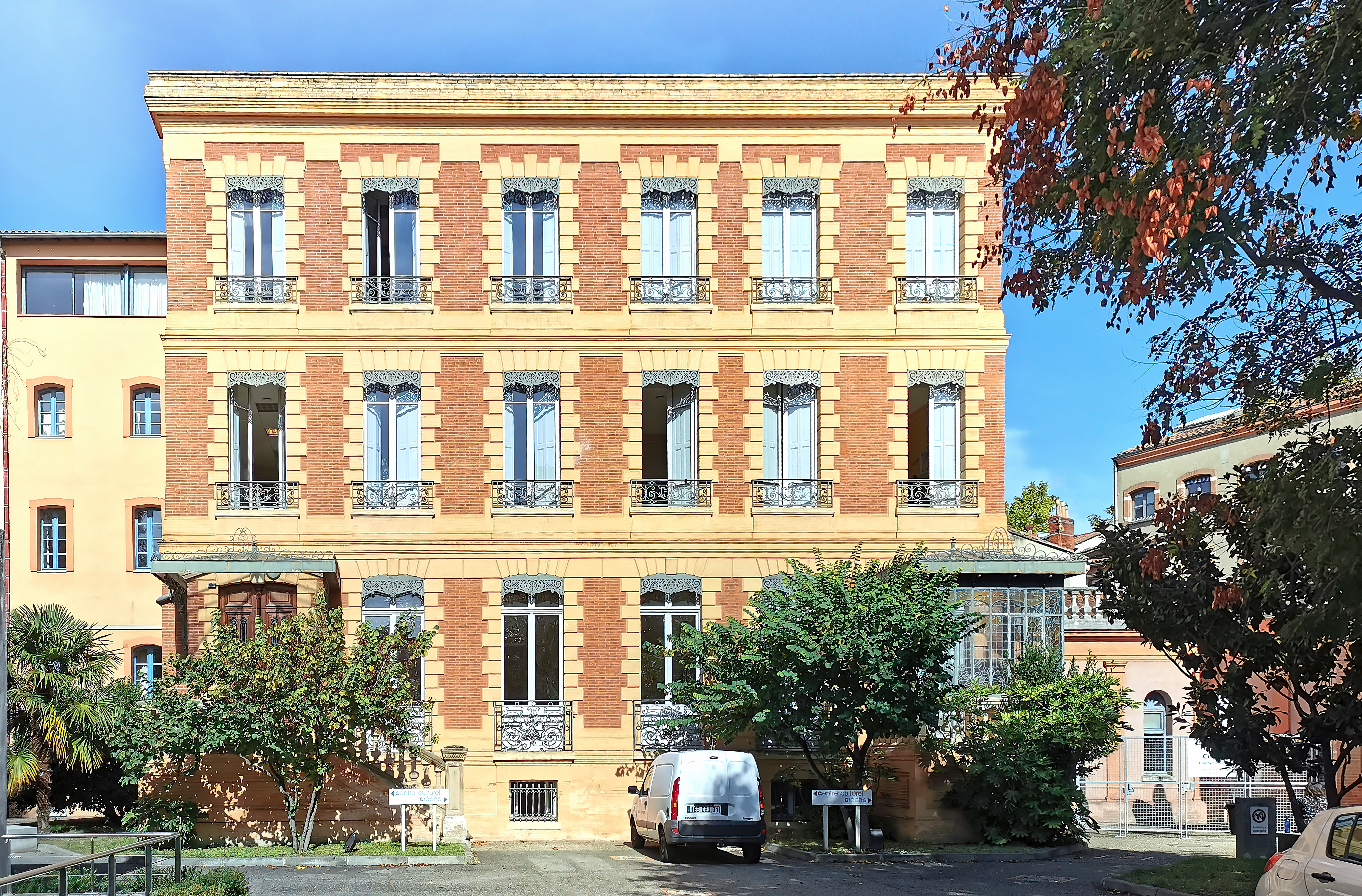
no 17 : le centre culturel Bellegarde.

Le centre culturel Bellegarde occupe un hôtel particulier construit probablement vers 1892. Il s'élève à l'emplacement d'un immeuble plus ancien, qui avait appartenu au baron Guillaume de Bellegarde (1766-1837), maire de Toulouse et député de la Haute-Garonne sous l'Empire, puis au baron Louis-François Lejeune (1775-1848), général et maire de Toulouse. En 1929, l'hôtel particulier est acquis par la mairie de Toulouse, qui y aménage une maison d'accueil pour les jeunes filles. Il est agrandi par l'ajout d'un corps de bâtiment contre la demeure à gauche par l'architecte Augustin Callebat.
C'est une vaste demeure qui est construite à la fin du XIXe siècle, dans un style éclectique influencé par les décors de l'Art nouveau, caractéristique du goût de la bourgeoisie toulousaine. Elle se compose d'un corps de bâtiment principal, qui développe sa façade principale sur six travées et s'élève sur deux étages. Elle joue de la polychromie de la brique rose et de la brique claire. Le sous-sol semi-enterré est éclairé par de petites fenêtres rectangulaires. Le rez-de-chaussée surélevé et les deux étages sont éclairés par de hautes fenêtres rectangulaires dotées d'impostes et de garde-corps en fonte. Dans la travée gauche, un escalier monte à un porche surélevé surmonté d'une marquise.
À droite, un petit bâtiment abrite l'ancienne chapelle, surmontée de deux flèches couvertes d'ardoise. Elle accueille désormais une crèche

### Immeubles
- no  1 : immeuble Fauresse. 
L'immeuble est construit en 1863, pour M. Fauresse, entre la rue Bellegarde et la place Saint-Sernin (no 6), où s'élève la façade principale. Au milieu du XXe siècle, le corps de bâtiment sur la rue Bellegarde est occupé par une manufacture – l'atelier de confiserie et de biscuiterie de la maison Dragne[8].

- no  3 : immeuble. 
L'immeuble, construit dans le deuxième quart du XIXe siècle, possède une architecture néoclassique caractéristique des constructions toulousaines de cette période, dont la sobriété est animée par des ornements en terre cuite provenant de la fabrique des frères Virebent. La façade sur la rue Bellegarde est d'ailleurs probablement due à un remaniement sur un bâtiment plus ancien, de la deuxième moitié du XVIIIe siècle, comme en témoignent les élévations sur la cour. 
La façade est symétrique et s'élève sur trois niveaux, séparés par des corniches et rythmés par les pilastres superposés. Au rez-de-chaussée, les pilastres ont des chapiteaux doriques. La porte cochère s'ouvre dans la travée centrale et donne accès à un passage couvert qui mène à la cour. Les travées latérales sont percées de deux ouvertures en demi-lune qui éclairent les anciennes écuries. Au 1er étage, les pilastres sont cannelés et ont des chapiteaux corinthiens en terre cuite[9].

- no  9 : maison[10].